# 小头鬼
小头鬼，為民間傳說中的妖怪，《臺灣風俗誌》裡文字敘述為小頭大身的怪物。《点石斋画报》記為耍把戲扭捏裝腔作勢的鬼。